# MGMリゾーツ・インターナショナル
MGMリゾーツ・インターナショナル（MGM Resorts International、NYSE: MGM）はアメリカ合衆国ネバダ州ラスベガスに本社を置く統合型リゾート運営会社。ベラージオ、MGMグランド、マンダレイ・ベイ、ザ・ミラージュといったリゾートブランドを運営し、ホスピタリティとエンターテインメント業界で世界を代表する企業。
現在、MGMチャイナの株式の51%を所有し、傘下のMGMマカオ・リゾート＆カジノや、コタイ地区で建設中のゲーミングリゾート、さらにラスベガスの都市型リゾートであるシティセンターの株式も50％保有している。同社の社長兼会長兼最高経営責任者はウィリアム・ホーンバックル（William Hornbuckle）と会長はポール・セイラム（Paul Salem）。2021年9月、大阪府と大阪市は、夢洲へのIR誘致において、MGMリゾーツ・インターナショナルとオリックスを中心とする企業グループ（大阪IR）を、事業者として正式に選定したと発表した。

## 歴史
MGMリゾーツはMGMグランドとミラージュ・リゾーツとの合併で2000年5月31日にMGMミラージュとして設立。
MGMミラージュの大株主（過半数以上を所有）であるカーク・カーコリアンは、2005年2月11日にメトロ・ゴールドウィン・メイヤー（MGM）をソニーらが主導のコンソーシアムに売却。2009年5月19日にMGMミラージュとMGMとの資本上の関係は完全に無くなっている。
2010年6月15日に「MGMミラージュ」から「MGMリゾーツ・インターナショナル」に名称変更した。

## 運営施設

### ラスベガス
- ベラージオ
- シティセンター
- MGMグランド
  - MGMグランド・ガーデン・アリーナ
- T-モバイル・アリーナ
- マンダレイ・ベイ
- ザ・ミラージュ
- パークMGM
- ニューヨーク・ニューヨーク
- ルクソール
- エクスカリバー
- サーカス・サーカス ラスベガス
- レイルロードパス

### 米国のその他の地域
- サーカス・サーカス・リノ
- ゴールド・ストライク・ジーン
- ゴールド・ストライク・チュニカ
- ボーリバージュ・ビロクシ
- MGMグランド・デトロイト
- MGMナショナルハーバー

### その他の地域
- MGMグランド・コタイ
- MGMグランド・マカオ（51％）
- MGMグランド・三亜